# Арлем Дезір
Арле́м Дезі́р (фр. Harlem Désir; 25 листопада 1959, Париж) — французький політичний діяч, перший секретар Соціалістичної партії Франції (з 2012 по 2014). Член Європейського парламенту від Іль-де-Франсу з 1999 року. Представник ОБСЄ з питань свободи ЗМІ (2017—2020).

## Молодість і освіта
Він є сином батька мартиніканця і матері з Ельзасу. Навчався в Університеті Пантеон-Сорбонна, де здобув ступінь ліцензіата у філософії в 1983 році.

## SOS Racisme
Він був першим президентом французької антирасистської організації SOS Racisme в період між 1984 і 1992 роками.

## Політична кар'єра
Арлем Дезір уперше обраний у Європейський парламент в 1999 році, переобраний також в 2004 і 2009.
У 2017-му призначений представником ОБСЄ з питань свободи ЗМІ. У липні 2020 року Дезір повідомив офіційним листом організації журналістів у Європі (і зокрема Національну спілку журналістів України), що із 18 липня його повноваження припиняються і від залишає посаду. За даними директорка міжнародних кампаній організації «Репортери без кордонів» Ребекки Вінсент, призначення Арлема Дезіра на другий строк заблокували Азербайджан і Таджикистан — країни, що мають одні з найгірших показників свободи ЗМІ в регіоні ОБСЄ.

## Лідер партії
30 червня 2011 А. Дезір був делегатом першого секретаря Соціалістичної партії під час кампанії Мартін Обрі для первинних виборів соціалістичної партії, яка почала свою кампанію на президентських виборах 2012 року 28 червня 2011-го. Після відставки Мартін Обрі 16 вересня 2012, він став тимчасовим першим секретарем Соціалістичної партії.
Схвалений Мартін Обрі і прем'єр-міністром Жан-Марком Еро до наступного з'їзду партії, А. Дезір був обраний першим секретарем партії 18 жовтня 2012, є першим чорношкірим чоловіком, який очолив велику європейську політичну партію.

## Сім'я
Одружений вдруге. Має двох дітей.

## Підтримка України
У 2018 написав листа міністрові закордонних справ РФ, у якому закликає російську владу звільнити українського кінорежисера Олега Сенцова